# SN 1937F
SN 1937F – supernowa typu II-P odkryta 9 grudnia 1937 roku w galaktyce NGC 3184. Jej maksymalna jasność wynosiła 13,90m.